# В холодильнике кто-то сидел
«В холодильнике кто-то сидел» — советский фильм 1983 года снятый на киностудии «Грузия-фильм» режиссёром Караманом Мгеладзе.

## Сюжет
Мераб Цинцадзе после рождения сына, абсолютно на него не похожего, начинает подозревать жену в измене, его ревность доходит до абсурда — ведь теперь он готов искать соперника даже в холодильнике…

## В ролях
- Бидзина Чхеидзе — Мераб
- Мака Махарадзе — Лия, его жена
- Зураб Купуния — Ника, их сын
- Руслан Микаберидзе — Арсен
- Давид Абашидзе — отец Лии
- Теймураз Хелашвили — Коте
- Александр Савицкий — Гиви
- Омар Габелия — Шалва
- Лаура Рехвиашвили — Азо

В эпизодах: Ипполит Хвичия, Шалва Гедеванишвили, Реваз Таварткиладзе и другие.